# Kalendarium historii Iraku
Kalendarium historii Iraku – uporządkowany chronologicznie, począwszy od czasów najdawniejszych aż do współczesności, wykaz dat i wydarzeń z historii Iraku.

## Mezopotamia

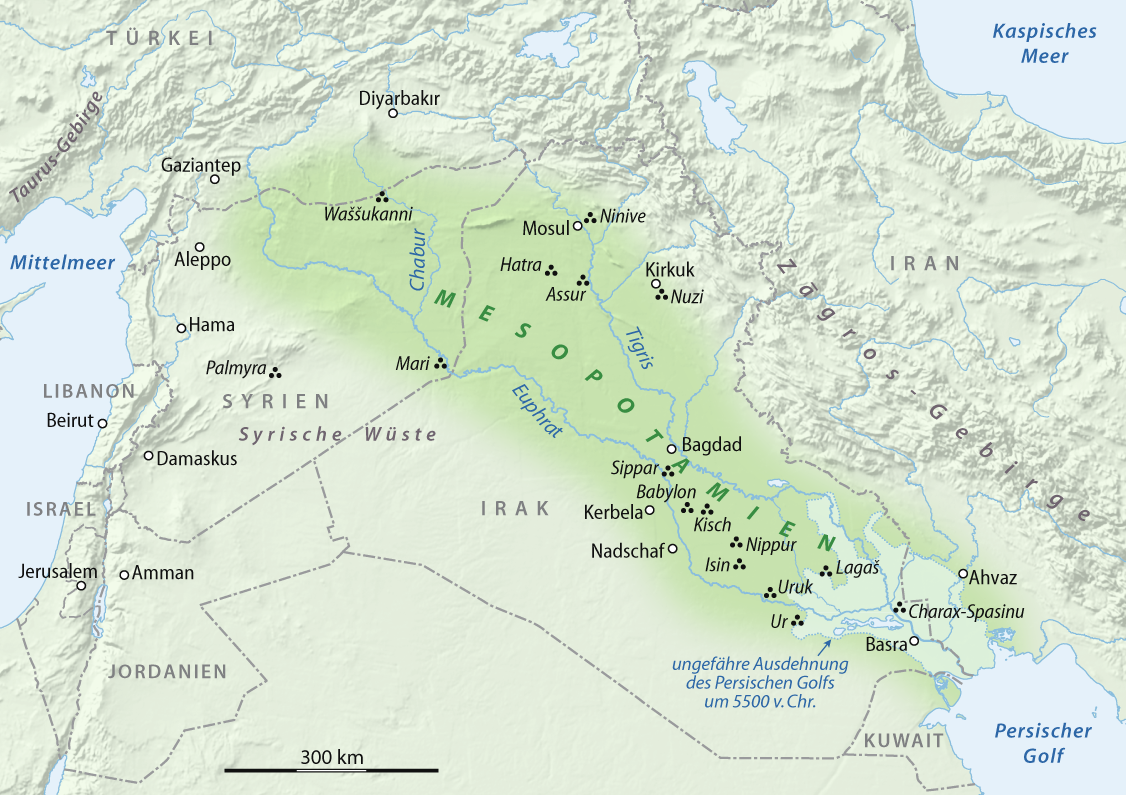
Mezopotamia

- VI tys. p.n.e. – na terenie Mezopotamii (stanowiącej obecnie główną część Iraku) najprawdopodobniej osiedlili się pierwsi ludzie[1].
- ok. 4500–ok. 2900 p.n.e. – okres porzucenia myślistwa na rzecz uprawy roli[2].
- ok. 4500–ok. 2900 p.n.e. – „epoka archaiczna” w dziejach Sumerów[2].
- połowa IV tys. p.n.e. – na terenie Mezopotamii pojawili się pierwsi Sumerowie, którzy utworzyli jedną z pierwszych znanych cywilizacji[2].
- ok. 3500–3000 p.n.e. – wynalezienie koła przez Sumerów[2].
- ok. 3100–2900 p.n.e. – wynalezienie wozu przez Sumerów[2].
- ok. 2340 p.n.e. – król Akadów Sargon I Wielki utworzył państwo sumero-akadyjskie[2].
- ok. 2200 p.n.e. – Gutejowie podbili państwo sumero-akadyjskie[2].
- 2113–2005 p.n.e. – okres istnienia państwa Ur (III dynastia z Ur)[3].
- 1894 p.n.e. – Sumuabum założył państwo babilońskie[4].
- 1595 p.n.e. – Hetyci najechali i zdobyli Babilonię[4].
- ok. 1500 p.n.e. – Babilończycy odzyskali Mezopotamię[4].
- 1157 p.n.e. – Elamici wyparli Hetytów[4].
- IX w. p.n.e. – Asyryjczycy zdobyli Mezopotamię[4].
- 689 p.n.e. – Asyryjczycy zniszczyli miasto Babilon[3].
- 605–562 p.n.e. – panowanie babilońskiego władcy Nabuchodonozora II – rozbudowa Babilonu[3].
- 539 p.n.e. – Babilon stał się siedzibą perskiego satrapy, Cyrusa II[4].
- grudzień 331 p.n.e. – w wyniku bitwy pod Gaugamelą Aleksander III Wielki podbił Mezopotamię[5].
- ok. 130 p.n.e. – Partowie podbili Mezopotamię[1].
- 114 n.e. – Rzymianie podbili Mezopotamię[6].
- 226 – Mezopotamia znalazła się w granicach Persji[1].

## Średniowiecze

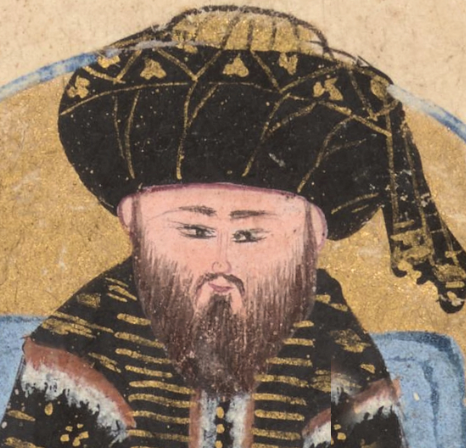
Kalif Al-Muktadir

- 633 – Arabowie podbili ziemie obecnego Iraku – początek islamizacji[6].
- 750–1258 – panowanie Abbasydów[1].
- 762 – kalif Al-Mansur założył Bagdad, które stało się centrum państwa Abbasydów[7].
- IX w. – w wyniku walk wewnętrznych zniszczony został Bagdad[7].
- 927 – karmacka inwazja na Irak[8].
- 1055 – Turcy seldżuccy zdobyli Irak[6].
- 1258 – Mongołowie spustoszyli Irak[1].
- XIV–XV w. – okres podporządkowania się chanom tatarskim[6].
- 1392 – najazdy wojskowe Tamerlana spowodowały, że Bagdad poparł w ruinę[7].
- 1534 – Irak włączono w skład Imperium Osmańskiego[7].

## Nowożytność
- XVI–XVIII w. – w wyniku wojen turecko-perskich pogłębił się kryzys gospodarczy i kulturalny Iraku[1].
- XVII w. – rozpoczęła się penetracja brytyjska[1].
- pocz. XIX w. – nasiliła się penetracja brytyjska[1].
- przełom XIX i XX w. – ugruntowały się wpływy niemieckie[1].
- 1899 – rozpoczęto wykopaliska w Babilonie[3].
- 1920 – Wielka Brytania otrzymała z ramienia Ligi Narodów mandat nad Irakiem[1].

## Panowanie brytyjskie

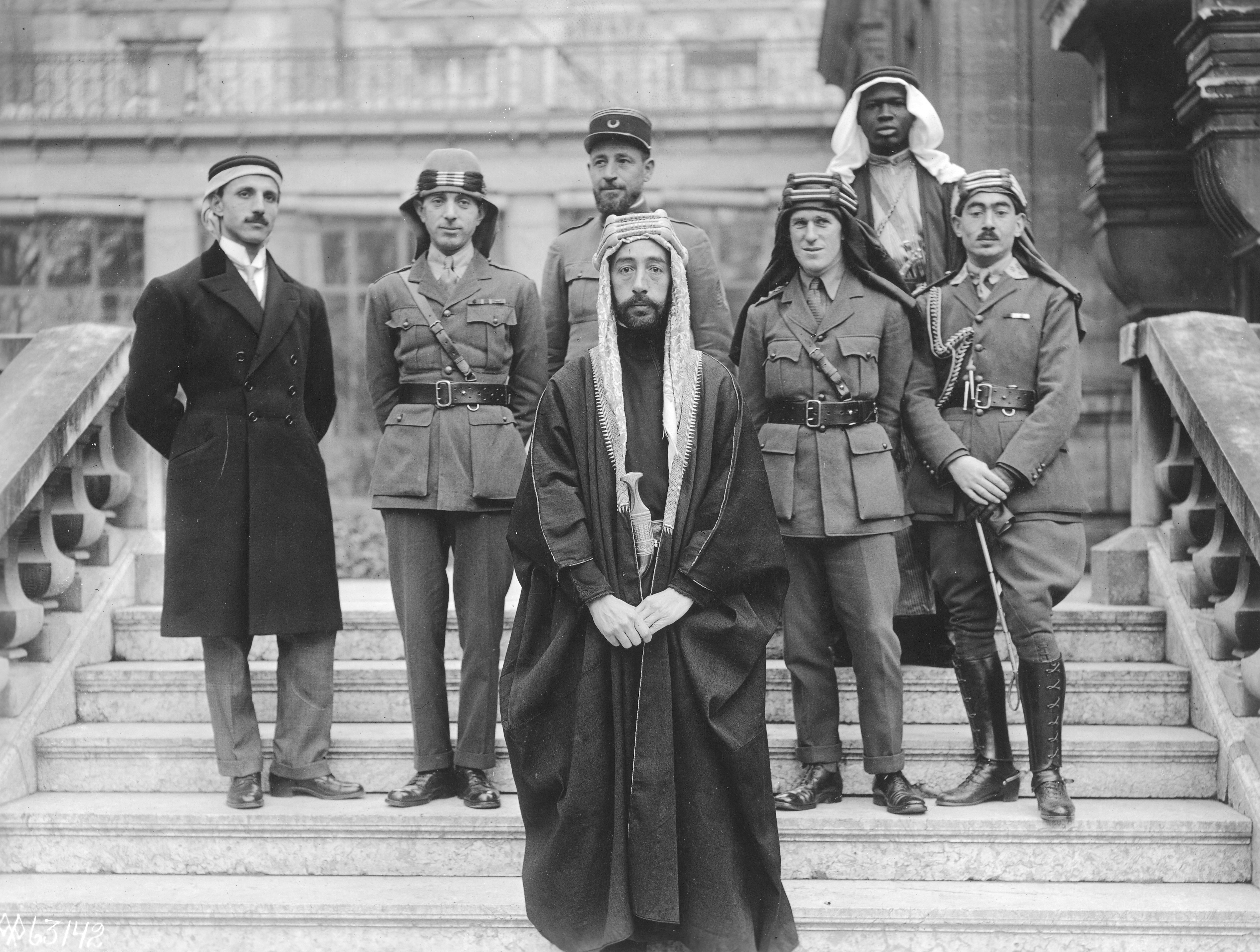
Delegacja Fajsala na konferencji wersalskiej

- 1920 – wybuchło powstanie irackie[1].
- 1921 – Brytyjczycy krwawo stłumili powstanie irackie[1].
- 1921 – Wielka Brytania odsadziła Fajsala I na tronie Iraku[6].
- 1930 – Irak i Wielka Brytania uchwaliły traktat, zapewniający Brytanii zachowanie wpływów wojskowych[1].
- 1932 – Irak uzyskał niepodległość i został członkiem Ligi Narodów[1].

## Niepodległy Irak

### Monarchia
- 1933 – zmarł Fajsal I – jego następcą został Ghazi[6].
- pocz. lat 30. XX w. – komuniści uzyskali duże wpływy w Iraku[1].
- 1939 – w wypadku zmarł Ghazi – władzę objął trzyletni Fajsal II, a regentem został jego wuj Abd al-Ilah[6].
- lata 30. i 40 XX w. – Kurdowie przeprowadzili serię powstań i zamachów stanu, domagając się autonomii[1].
- kwiecień 1941 – doszło do antybrytyjskiego zamachu stanu Raszida Alego al-Kilaniego[1].
- maj 1941 – Wielka Brytania rozpoczęła okupację Iraku[1].
- 1943 – Irak wypowiedział wojnę państwom Osi[1].
- 1945 – Irak przystąpił do ONZ[1].
- 1948–1949 – udział Iraku w I wojnie arabsko-izraelskiej[1].
- 1948–1958 – likwidacja Irackiej Partii Komunistycznej[1].
- 1953 – Fajsal II objął pełnię władzy[6].
- 1955 – Irak zawarł układ z Turcją[1].
- 1956 – wybuchły protesty społeczne przeciwko Fajsalowi II[9].
- lipiec 1958 – nastąpił republikański przewrót wojskowy z gen. Abd al-Karimem Kasimem na czele – Fajsal II, książę Abd al-Ilah oraz generał Nuri as-Sa’id zostali zamordowani[6][9].

### Republika Iraku

Flaga partii Baas

- 1958 – Irak i Jordania utworzyły unię o nazwie Arabskie Państwo Federalne[1].
- 1959 – Irak wystąpił z paktu bagdadzkiego[1].
- 1961 – wybuchło powstanie Kurdów[1].
- 1961 – Irak zażądał przyłączenie Kuwejtu[1].
- luty 1963 – przeprowadzono zamach stanu pod hasłami antykomunizmu i jedności arabskiej – prezydentem został Abd as-Salam Arif[1][6].
- 1965 – zniesiono rządy wojskowe[1].
- 1966 – w katastrofie lotniczej zginął Abd as-Salam Arif[6].
- lipiec 1968 – przywódcy partii Baas dokonali zamachu stanu – władzę objął Ahmad Hasan al-Bakr[6].
- 1972 – Irak znacjonalizował przemysł wydobywczy i wytwórczy ropy naftowej[9].
- 1974 – Kurdowie otrzymali ograniczoną autonomię[1].
- 1975 – Irak zawarł z Iranem układ algierski[10].
- 1978 – Irak potępił izraelsko-egipskie rozmowy pokojowe[1].
- lipiec 1979 – prezydentem został Saddam Husajn[1].
- lipiec 1980 – przeprowadzono pierwsze w historii Iraku wybory powszechne, w których brali udział zarówno mężczyźni jak i kobiety[1].
- 4 września/21 września 1980[a] – wybuchła wojna iracko-irańska[10].

### Wojna iracko-irańska
- 17 września 1980 – Irak wypowiedział układ algierski zawarty z Iranem w 1975 roku – Saddam Husajn uznał, że Irak powinien kontrolować rzekę Szatt al-Arab[10].
- 22 września 1980 – irackie siły lądowe i lotnictwo zaatakowało przygraniczny pas Iranu[10].
- 28 września 1980 – Rada Bezpieczeństwa ONZ wezwała oba państwa do zakończenia działań wojennych[10].
- 29 września 1980 – Saddam Husajn w wystąpieniu telewizyjnym zażądał uznania przez Iran irackiej kontroli nad Szatt al-Arab oraz zwrotu wysp: Abu Musa, Duży Tumb i Mały Tumb[10].
- 9–10 października 1980 – Irak ostrzelał irańskie miasta Ahwaz i Dezful[10].
- 24 października 1980 – Irak zdobył Chorramszahr i obległ Abadan[10].
- 13 listopada 1980 – wojska irańskie złamały pierścień wojsk Iraku wokół Abadanu[10].
- 16 listopada 1980 – Irakijczycy przeprowadzili natarcie na Susangerd oraz ostrzelała most na rzece Karkeh[10].
- 25 listopada 1980 – Iran wydał uchwałę wzywająca dowództwo irańskich sił zbrojnych do likwidacji oblężenia Abadanu[10].
- 26–27 listopada 1980 – Iran przeprowadził serię nalotów na Irak – w rejonie Kirkuku Iran zniszczył 9 wielkich składów ropy – w odwecie Irak zniszczył dwa zbiorniki paliwa oraz instalacje wojskowe w okolicy Chorramabadu[10].
- 29 listopada 1980 – u wejścia do Szatt al-Arab rozegrała się bitwa powietrzno-morska: Irak zatopił trzy okręty i strącił 5 samolotów irańskich, Iran zaś zajął dwa terminale naftowe[10].
- 25 grudnia 1980 – Saddam Husajn zapowiedział, że linia frontowa jest nową granicą pomiędzy Irakiem i Iranem oraz zapowiedział, że nie odda zdobytych terytoriów[10].
- 1986 – wykształciła się patowa sytuacja pomiędzy państwami[6].
- pocz. 1987 – wybuchły ponownie walki[6].
- marzec 1988 – Irak użył broni chemicznej przeciwko kurdyjskim rebeliantom[6].
- sierpień 1988 – w Genewie Irak podpisał zawieszenie broni z Iranem[6].

### Dalsze rządy Saddama Husajna

Saddam Husajn

- 1989 – przeprowadzono nieudany zamach na prezydenta Husajna[6].
- 1990 – Irak oskarżył Kuwejt o uszczuplanie złóż irackich na granicy iracko-kuwejckiej oraz rozpoczął domaganie się anulowania przez Kuwejt pożyczek na sfinansowanie działań wojennych[1].
- 2 sierpnia 1990 – Irak zaatakował Kuwejt oraz ogłosił przyłączenie tego państwa do Iraku[6].
- listopad 1990 – Rada Bezpieczeństwa ONZ postawiła ultimatum, dając Iraku czas na opuszczenie Kuwejtu do 15 stycznia[6].
- 17 stycznia 1991 – siły wielkiej koalicji (kierowane przez USA) rozpoczęły naloty powietrzne na Irak[6].
- 25 marca 1991 – na polecenie Husajna wypompowano do wód Zatoki Perskiej miliony baryłek ropy w celu zniszczenia odsalarni saudyjskich[9].
- 24–28 lutego 1991 – wyzwolenie Kuwejtu w wyniku ofensywy powietrzno-morsko-lądowej (operacja Pustynna Burza)[6].
- 28 lutego 1991 – podpisano zawieszenie broni[9].
- 3 marca 1991 – Irak przyjął wszystkie warunki Rady Bezpieczeństwa ONZ[11].
- 18 marca 1991 – zakończyły się działania wojenne w Kuwejcie i w Iraku[11].
- 1991 – wybuchło powstanie Kurdów[1].
- 1991 – na mocy decyzji Rady Bezpieczeństwa ONZ, Irak otrzymał zakaz przeprowadzania badań jądrowych[1].
- 1992 – Kurdowie iraccy ogłosili powstanie autonomicznego państwa Kurdów (nieuznanego przez Irak)[1].
- 1992 – w celu ochrony szyitów i Kurdów wprowadzono strefy „wolne od lotów”[6].
- styczeń 1993 – Stany Zjednoczone zbombardowały irackie wyrzutnie rakietowe, Bagdad i okolice oraz tereny na południu, z powodu łamania ustaleń ONZ[1][6].
- czerwiec 1993 – amerykańska rakieta trafiła w siedzibę dowództwa wywiadu irackiego w Bagdadzie[6].
- jesień 1994 – Irak zgromadził siły wojskowe przy granicy z Kuwejtem[9].
- grudzień 1994 – Irak zrzekł się roszczeń wobec Kuwejtu[6].
- styczeń 1995 – ONZ rozszerzył sankcję[6].
- październik 1995 – wybory prezydenckie wygrał Saddam Husajn – według obserwatorów międzynarodowych, wybory były pokazowe[6].
- 1996 – Stany Zjednoczone zbombardowały irackie wyrzutnie rakietowe, okolice Bagdadu i tereny na południu, z powodu łamania ustaleń ONZ[1].
- 1996 – ONZ udzieliło zgody na limitowany eksport ropy naftowej („ropa za żywność”)[1].
- 1996 – wybory parlamentarne wygrała partia Baas[6].
- 1997 – Irak uniemożliwił pracę zespołom komisji ONZ ds. rozbrojenia Iraku[1].
- luty 1998 – Irak ponownie uniemożliwił pracę zespołom komisji ONZ ds. rozbrojenia Iraku[9].
- 1998 – Stany Zjednoczone rozpoczęły program wspierania irackiej opozycji[6].
- 2000 – wybory parlamentarne wygrała partia Baas[6].
- maj 2001 – Saddam Husajn został ponownie wybrany na sekretarza generalnego partii Baas[6].
- wrzesień 2001 – po zamachach terrorystycznych na Nowy Jork i Waszyngton, Stany Zjednoczone wzmogły presję na Irak, żądając powrotu inspektorów międzynarodowych[1].
- 20 września 2001 – Kongres USA upublicznił materiały dotyczące powiązań między Al-Kaidą i iracką służbą wywiadowczą Al-Muchabaratem[12].
- 29 stycznia 2002 – George W. Bush ogłosił, że Irak, Iran i Korea Północna należą do osi zła[13].
- 19 marca 2003 – George W. Bush poinformował Amerykanów o rozpoczęciu operacji „Iracka wolność”, mającej na celu obalenie reżimu Husajna[12].
- 20 marca 2003 – koalicja skupiona wokół Stanów Zjednoczonych i Wielkiej Brytanii rozpoczęła wojnę w Iraku w celu obalenia Husajna[1][6].

### Wojna w Iraku

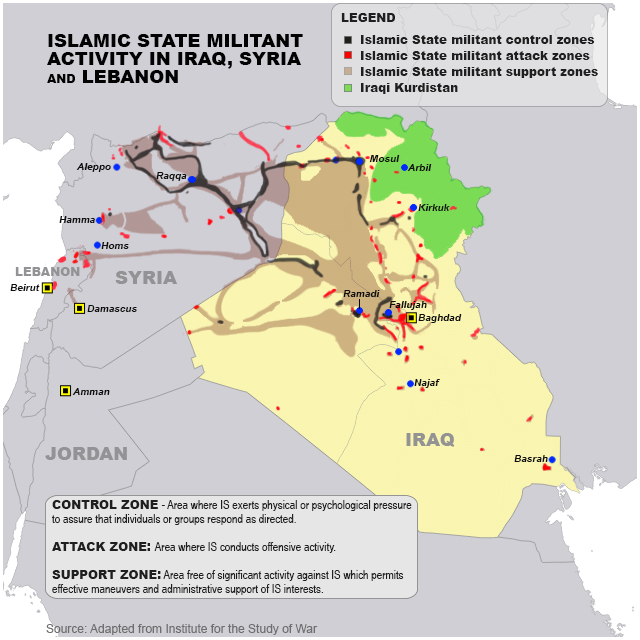
Zdobycze Państwa Islamskiego w maju 2015

- 9 kwietnia 2003 – wojska amerykańskie zajęły Bagdad[9].
- 1 maja 2003 – oficjalnie zakończono wojnę w Iraku – początek okresu stabilizacyjnego[9].
- 13 lipca 2003 – powołano Tymczasową Radę Zarządzającą[9].
- lipiec 2003 – w Mosulu zginęli synowie Husajna[6].
- 13 grudnia 2003 – wojska amerykańskie ujęły Saddama Husajna[9].
- 2003 – Irak podzielono na cztery strefy okupacyjne (dwie amerykańskie, brytyjską i polską)[1].
- 8 marca 2004 – Tymczasowa Rada Zarządzająca uchwaliła tymczasową konstytucję[9].
- czerwiec 2004 – władzę w kraju przekazano Irakijczykom[1].
- 2004 – przed główną siedzibą wojsk koalicyjnych w Bagdadzie wybuchła bomba, zabijająca 25 osób[6].
- 30 stycznia 2005 – przeprowadzono wybory powszechne do parlamentu (zbojkotowane przez sunnitów)[1].
- kwiecień 2005 – prezydentem Iraku został Dżalal Talabani[1].
- 15 października 2005 – w referendum powszechnym przyjęto konstytucję[1].
- grudzień 2005 – przeprowadzono wybory parlamentarne[1].
- październik 2005 – rozpoczął się pierwszy proces Saddama Husajna[1].
- 30 grudnia 2006 – przeprowadzono karę śmierci na Husajnie[14].
- 2011 – Stany Zjednoczone wycofały swoje wojska z Iraku[1].
- 29 czerwca 2014 – na terenie Syrii i Iraku, terroryści związani z Państwem Islamskim proklamowali utworzenie kalifatu[15].
- 7 sierpnia 2014 – Barack Obama rozpoczął interwencję wojskową przeciwko Państwu Islamskiemu[16].
- 2016 – antyrządowe protesty, szturm protestujących na parlament[17].
- 2017 – ogłoszenie zwycięstwa nad Państwem Islamskim[18].
- luty 2020 – pierwszy przypadek zakażenia wirusem COVID-19 w Iraku[19].
- 2021 – zakończenie amerykańskiej interwencji i wycofanie się wszystkich żołnierzy[20].